# Zastava M82
Zastava M82 — югославский ручной пулемёт. Сконструирован на основе автомата Zastava M80.

## Конструкция
Автоматика работает по принципу отвода части пороховых газов с длинным ходом поршня. Запирание канала ствола производится поворотом затвора с двумя боевыми упорами. Ствол с 6 правосторонними нарезами, шаг нарезов 178 мм. В дульной части ствола нарезана резьба для установки дульных устройств. На стволе закреплена складная сошка. Ствольная коробка — штампованная из стального листа. Предохранитель-переводчик расположен на правой стороне ствольной коробки. Режимы огня — непрерывный или с отсечкой по одному выстрелу. В газовой каморе установлен регулятор для изменения скорости отката затворной рамы при работе в сложных условиях. Прицельные приспособления состоят из мушки и прицела секторного типа с механизмом внесения поправок на боковой ветер и на боковое движение цели. Оснащался рукоятью для переноски над цевьём.

## Варианты
- M82 — вариант с нескладным деревянным прикладом.
- M82A — вариант со стальным, складным вниз под цевьё прикладом.